# Hypoxylon undulatum
Hypoxylon undulatum är en svampart som beskrevs av Y.M. Ju, J.D. Rogers & Læssøe 1996. Hypoxylon undulatum ingår i släktet Hypoxylon och familjen kolkärnsvampar.   Inga underarter finns listade i Catalogue of Life.